# Parafia św. Marcina Biskupa w Marcinkowicach
Parafia św. Marcina Biskupa w Marcinkowicach – znajduje się w dekanacie Oława w archidiecezji wrocławskiej. Erygowana w XIII wieku.
Obsługiwana przez księży archidiecezjalnych. Jej proboszczem jest ks. kan. Bartłomiej Błoński.

## Parafialne księgi metrykalne
| Księgi metrykalne | Okres ewidencji |
| ----------------- | --------------- |
| chrztów           | od 1766         |
| ślubów            | od 1766         |
| zgonów            | od 1766         |